# 吉村吉雄
吉村 吉雄（よしむら よしお、1915年（大正4年）10月7日 - 1997年（平成9年）9月9日）は、昭和期の労働運動家、政治家。衆議院議員。

## 経歴
福島県安積郡、のちの郡山市で生まれる。1941年（昭和16年）国鉄中央教習所専修部を修了した。
日本国有鉄道郡山工場技術掛となる。その後、国鉄労働組合郡山市工場支部執行委員長、同仙台地方本部執行委員長、同中央執行委員、福島県労働組合協議会副議長、郡山市開発審議会委員、郡山市公平委員、福島県労働対策審議会委員などを務めた。
1960年（昭和35年）11月の第29回衆議院議員総選挙で福島県第1区から日本社会党公認で出馬し初当選。次の第30回総選挙でも再選され、衆議院議員に連続2期在任した。この間、社会保障制度審議会委員、社会党福島県連統制委員長、同郡山支部書記長、同党雪害対策特別委員会事務局長、同労働政策委員長、同中央執行委員、同国民生活局長などを務めた。その後、第31回から第33回総選挙まで連続3回立候補したがいずれも次点で落選した。